# Hagop Demirjian
Hagop Demirjian est un homme politique libanais d'origine arménienne.
Ministre de l'Économie et du Commerce entre 1992 et 1995, puis ministre d'État aux Affaires rurales et municipales entre 1995 et 1998, dans les gouvernements de Rafiq Hariri.
En 1996, c'est sur la liste de Hariri que Demirjian sera élu député arménien orthodoxe de Beyrouth.